# Rorico
Rorico van Maine (ca. 790 - 16 juni 839/840), ook Rorgon, was een Frankische hoveling en bestuurder.
Rorico was hoveling van Karel de Grote en Lodewijk de Vrome. Lodewijk benoemde hem in 819 tot graaf van Rennes. In 824 stichtte Rorico de Abdij van Glanfeuil in het dorp Saint-Maur-sur-Loire (in de gemeente Le Thoureil) die volgens andere bronnen al in de 6e eeuw zou zijn gesticht door de heilige Sint-Maurus. Rorico werd in 832 graaf van Maine en deed in 833 en 839 schenkingen aan de Abdij van Glanfeuil, waar hij ook is begraven.
Rorico was zoon van Gauzelin en Aldetrude, die alleen bekend zijn uit zijn schenkingsaktes.
In zijn tijd aan het hof was hij minnaar van Rotrudis, dochter van Karel de Grote en Hildegard. Karel stond niet toe dat zijn dochters met edelen huwden, maar had geen bezwaar tegen hun liefdesrelaties. Rorico en Rotrudis hadden twee kinderen:
- Lodewijk (ca. 800 - 867) abt van abdij van Saint-Denis en kanselier van Karel de Kale
- mogelijk een dochter

Later trouwde Rorico met Blichildis, van wie de ouders onbekend zijn. Zij hadden de volgende kinderen:
- Rorico II (ovl. 866), graaf van Maine
- Gauzfried (ovl. 877), graaf van Maine, markgraaf van Neustrië
- Blichildis (geb ca. 830), in eerste huwelijk getrouwd met Bernard van Poitiers, in tweede huwelijk getrouwd met Ranulf I van Poitiers.
- Gauzlin (834-886), bisschop van Parijs, kanselier van Karel de Kale.